# George Bullock (Militär)
Sir George Mackworth Bullock, KCB (* 15. August 1851 in Warangal, heute: Warangal, Telangana, Indien; † 28. Januar 1926 in Marylebone, Metropolitan Borough of St Marylebone, County of London) war ein britischer Offizier der British Army, der als Generalleutnant von 1912 bis 1917 Gouverneur von Bermuda war.

## Leben

### Offizierslaufbahn und Zweiter Burenkrieg
George Mackworth Bullock, Sohn von Oberst Thomas Henry Bullock (1808–1868), der zeitweise stellvertretender Kommissar der Provinz Berar war, und dessen Ehefrau Susannah Juliana Dennis (1814–1866), begann nach dem Besuch des renommierten Cheltenham College zunächst ein Studium am University College der University of Oxford. Im Anschluss absolvierte er eine Offiziersausbildung am Royal Military College Sandhurst und trat nach deren Abschluss am 24. April 1872 als Leutnant (Sub-Lieutenant) in das Linieninfanterieregiment 11th (North Devonshire) Regiment of Foot ein, welches 1881 in Devonshire Regiment umbenannt wurde. Nach dem Besuch des Staff College Camberley wurde er nach einer Beförderung zum Hauptmann (Captain) am 22. Februar 1882 bereits am 11. Juli 1882 als Brigade Major in den Stabsdienst versetzt. Am 19. Mai 1891 erfolgte seine Beförderung zum Major.
Während des Zweiten Burenkrieges (1899 bis 1902) war Bullock als Oberstleutnant (Lieutenant-Colonel) Kommandeur des 2. Bataillons des Devonshire Regiment und geriet während des Krieges in Gefangenschaft. Nach seiner Befreiung übernahm er am 23. Juni 1900 wieder seinen Posten als Kommandeur des 2. Bataillons. Für seine Verdienste wurde ihm der Brevet-Rang eines Obersts (Brevet Colonel) verliehen sowie am 19. April 1901 der Titel als Companion des Order of the Bath (CB). Im weiteren Kriegsverlauf erhielt er am 24. April 1901 den Posten eines Brigadegenerals (Brigadier-General) im Stab unter gleichzeitiger Verleihung des lokalen Rangs (Local rank of Brigadier-General) während seiner dortigen Verwendung.

### Oberkommandierender der Truppen in Ägypten und Gouverneur von Bermuda
Nach Ende des Zweiten Burenkrieges wurde Oberst im Stab George Bullock zum Ägyptischen Heer (Egyptian Army) versetzt und war dort anfangs Chef des Stabes sowie im Anschluss zwischen 1904 und 1905 Kommandeur des Militärbezirks Alexandria. Dort erfolgte am 16. März 1905 seine Ernennung zum Brigadegeneral im Stab der Truppen in Ägypten unter erneuter gleichzeitiger Verleihung des lokalen Rangs (Local rank of Brigadier-General) während seiner dortigen Verwendung. Als Nachfolger von Generalmajor John Ramsay Slade wurde er kurz darauf im März 1905 unter Verleihung des kommissarischen Dienstgrades eines Generalmajors (Temporary Major-General) selbst Oberkommandierender der britischen Besatzungsarmee in Ägypten (General Officer Commanding-in-Chief, Army of occupation in Egypt) und verblieb auf diesem Posten bis September 1908, woraufhin Generalmajor Sir John Grenfell Maxwell ihn ablöste. In dieser Zeit erhielt er am 10. Oktober 1906 seine Beförderung zum Generalmajor (Major-General).
Nach seiner Rückkehr wurde Generalmajor Bullock am 1. Januar 1910 als Nachfolger von Brigadegeneral Archibald Wright als Befehlshaber (General Officer Commanding) der zur Territorialarmee (Territorial Force) gehörenden 49th (West Riding) Infantry Division und hatte diesen Posten bis zu seiner Ablösung durch Generalmajor Thomas Baldock im September 1911 inne. Während seiner dortigen Dienstzeit erfolgte am 19. Juni 1911 seine Beförderung zum Generalleutnant (Lieutenant-General). Gleichzeitig wurde er am 19. Juni 1911 auch zum Knight Commander des militärischen Zweiges des Order of the Bath (KCB (Mil)) geschlagen, so dass er fortan den Namenszusatz „Sir“ führte.
Zuletzt wurde Generalleutnant Sir George Mackworth Bullock am 3. Mai 1912 von König Georg V. zum Gouverneur von Bermuda sowie zum Oberkommandierenden der dortigen Truppen (Governor and Commander-in-Chief of the Bermudas or Somers Islands) ernannt und damit zum Nachfolger des am 6. März 1912 verstorbenen Generalleutnant Sir Frederick Walter Kitchener. Er verblieb auf diesem Posten bis Mai 1917 und wurde im Anschluss von General Sir James Willcocks abgelöst. Er war seit 1884 mit Amy Isabel Thomson, OBE, Tochter von Oberst J. Thomson, DL, verheiratet.